# 阿拉伯清真寺
阿拉伯清真寺（土耳其语：Arap Camii）是一座清真寺，位于土耳其伊斯坦布尔的贝伊奥卢区（中世纪的加拉达区）的加拉达法庭街（Galata Mahkemesi Sokak），金角湾北岸不远处，周围被工匠店铺包围。
该建筑原为一座罗马天主教教堂，由多明我会修士建于1325年，靠近更早的圣保禄小堂（1233年）。虽然该建筑在奥斯曼帝国时期改建，仍是伊斯坦布尔唯一保存下来的中世纪哥特式宗教建筑。
在1475-1478年间，穆罕默德二世苏丹在位期间，这座教堂被奥斯曼帝国改为清真寺，称为加拉达清真寺。后来，巴耶济德二世苏丹将其赠给1492年被西班牙宗教裁判所赶出安达卢斯的阿拉伯穆斯林难民，他们住在伊斯坦布尔的加拉达区，因而得名。

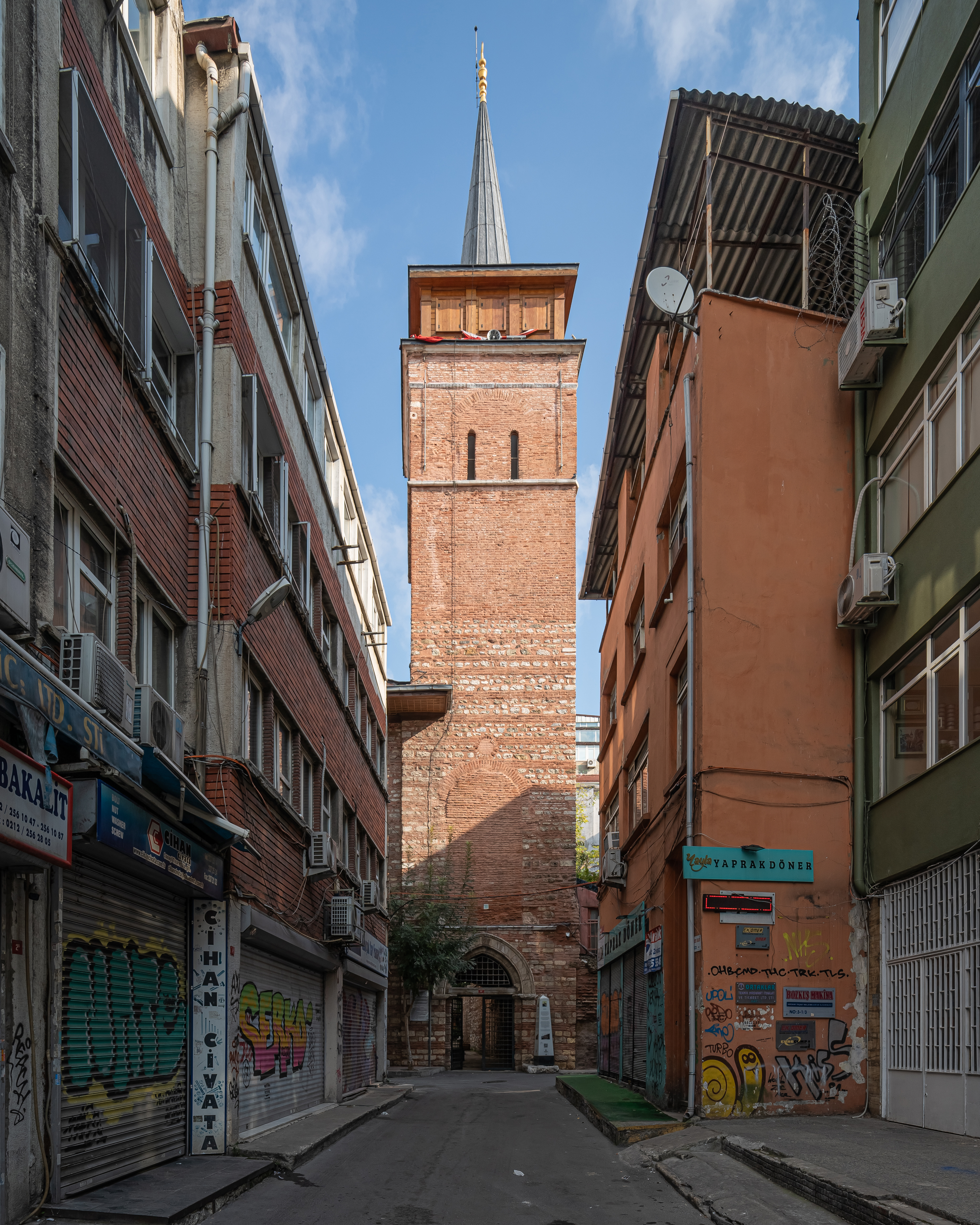

## 书目
- Çelik Gülersoy. . Istanbul: Istanbul Kitaplığı. 1976. OCLC 3849706.
- F. W.Hasluck. . . Oxford, United Kingdom: Clarendon Press. 1929: 717–735.
- Ernest Mamboury. . Istanbul: Çituri Biraderler Basımevi. 1953.

41°01′28″N 28°58′15″E / 41.02444°N 28.97083°E